# Campionati del mondo di atletica leggera 2013 - 5000 metri piani femminili
La gara dei 5000 metri piani femminili si è svolta tra mercoledì 14 agosto e sabato 17 agosto 2013.

## Podio
| Pos.    | Atleta        | Nazione | Tempo    |
| ------- | ------------- | ------- | -------- |
| Oro     | Meseret Defar | Etiopia | 14'50"19 |
| Argento | Mercy Cherono | Kenya   | 14'51"22 |
| Bronzo  | Almaz Ayana   | Etiopia | 14'51"33 |

## Situazione pre-gara

### Record
Prima di questa competizione, il record del mondo (WR) e il record dei campionati (CR) erano i seguenti.
| Record                | Prestazione | Atleta                  | Data                               | Competizione              |
| --------------------- | ----------- | ----------------------- | ---------------------------------- | ------------------------- |
| Record mondiale       | 14'11"15    | Tirunesh Dibaba Etiopia | 6 giugno 2008 Oslo, Norvegia       |                           |
| Record dei campionati | 14'38"59    | Tirunesh Dibaba Etiopia | 13 agosto 2005 Helsinki, Finlandia | Campionati del mondo 2005 |

### Campioni in carica
I campioni in carica, a livello mondiale e continentale, erano:
| Campione | Atleta                 | Prestazione | Data                                  | Competizione               |
| -------- | ---------------------- | ----------- | ------------------------------------- | -------------------------- |
| Olimpico | Meseret Defar Etiopia  | 15'04"25    | 10 agosto 2012 Londra, Regno Unito    | Giochi della XXX Olimpiade |
| Mondiale | Vivian Cheruiyot Kenya | 14'55"36    | 2 settembre 2011 Taegu, Corea del Sud | Campionati del mondo 2011  |
| Europeo  | Olga Golovkina Ucraina | 15'11"70    | 28 giugno 2012 Helsinki, Finlandia    | Campionati europei 2012    |

### La stagione
Prima di questa gara, gli atleti con le migliori tre prestazioni dell'anno erano:
| Pos. | Atleta                  | Prestazione | Data                          |
| ---- | ----------------------- | ----------- | ----------------------------- |
| 1    | Tirunesh Dibaba Etiopia | 14'23"68    | 6 luglio 2013 Parigi, Francia |
| 2    | Almaz Ayana Etiopia     | 14'25"84    | 6 luglio 2013 Parigi, Francia |
| 3    | Meseret Defar Etiopia   | 14'26"90    | 13 giugno 2013 Oslo, Norvegia |

## Risultati

### Batterie
Qualificazione: i primi cinque di ogni batteria (Q) e i cinque migliori tempi tra gli esclusi (q) si qualificano alla finale.
| Pos. | Batteria | Atleta                    | Nazionalità         | Tempo    | Note |
| ---- | -------- | ------------------------- | ------------------- | -------- | ---- |
| 1    | 2        | Meseret Defar             | Etiopia             | 15:22.94 | Q    |
| 2    | 2        | Buze Diriba               | Etiopia             | 15:23.41 | Q    |
| 3    | 2        | Viola Kibiwot             | Kenya               | 15:24.47 | Q    |
| 4    | 2        | Yelena Nagovitsyna        | Russia              | 15:26.95 | Q    |
| 5    | 2        | Kim Conley                | Stati Uniti         | 15:27.35 | Q    |
| 6    | 2        | Karoline Bjerkeli Grøvdal | Norvegia            | 15:29.41 | q    |
| 7    | 2        | Susan Kuijken             | Paesi Bassi         | 15:34.31 | q    |
| 8    | 1        | Mercy Cherono             | Kenya               | 15:34.70 | Q    |
| 9    | 1        | Almaz Ayana               | Etiopia             | 15:34.93 | Q    |
| 10   | 2        | Jackie Areson             | Australia           | 15:40.21 | q    |
| 11   | 1        | Molly Huddle              | Stati Uniti         | 15:40.91 | Q    |
| 12   | 2        | Dolores Checa             | Spagna              | 15:43.73 | q    |
| 13   | 2        | Dominika Nowakowska       | Polonia             | 15:45.10 | q    |
| 14   | 1        | Shannon Rowbury           | Stati Uniti         | 15:50.41 | Q    |
| 15   | 1        | Tejitu Daba               | Bahrein             | 15:56.74 | Q    |
| 16   | 1        | Almensh Belete            | Belgio              | 16:03.03 |      |
| 17   | 1        | Sophie Duarte             | Francia             | 16:05.14 |      |
| 18   | 1        | Betlhem Desalegn          | Emirati Arabi Uniti | 16:13.27 |      |
| 19   | 1        | Misaki Onishi             | Giappone            | 16:16.52 |      |
| 20   | 1        | Carolina Tabares          | Colombia            | 16:22.81 |      |
| 21   | 2        | Giuli Dekanadze           | Georgia             | 17:57.39 | SB   |
|      | 1        | Margaret Wangari Muriuki  | Kenya               | DNF      |      |

### Finale
| Pos. | Atleta                    | Nazionalità | Tempo    | Note |
| ---- | ------------------------- | ----------- | -------- | ---- |
|      | Meseret Defar             | Etiopia     | 14:50.19 |      |
|      | Mercy Cherono             | Kenya       | 14:51.22 |      |
|      | Almaz Ayana               | Etiopia     | 14:51.33 |      |
| 4    | Viola Kibiwot             | Kenya       | 15:01.67 |      |
| 5    | Buze Diriba               | Etiopia     | 15:05.38 |      |
| 6    | Molly Huddle              | Stati Uniti | 15:05.73 |      |
| 7    | Shannon Rowbury           | Stati Uniti | 15:06.10 | SB   |
| 8    | Susan Kuijken             | Paesi Bassi | 15:14.70 |      |
| 9    | Elena Nagovitsyna         | Russia      | 15:24.83 |      |
| 10   | Dolores Checa             | Spagna      | 15:30.42 |      |
| 11   | Tejitu Daba               | Bahrein     | 15:33.89 |      |
| 12   | Kim Conley                | Stati Uniti | 15:36.58 |      |
| 13   | Karoline Bjerkeli Grøvdal | Norvegia    | 15:48.87 |      |
| 14   | Dominika Nowakowska       | Polonia     | 15:58.26 |      |
| 15   | Jackie Areson             | Australia   | 16:08.32 |      |